# Fórnix (cérebro)

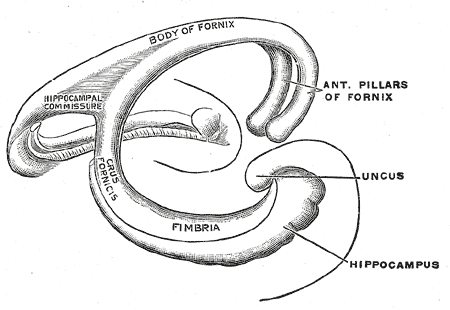
O Fórnix leva sinais do hipocampo para o hipotálamo.

O fórnix (em latim: arco) é a principal via de saída de substância branca do hipocampo, situada na face mesial dos hemisférios cerebrais e responsável por conectar vários nós do sistema límbico.

## Estrutura
O fórnix é formado a partir da fímbria, continuação medial do alveus que fica na superfície superior do hipocampo, logo abaixo do revestimento ependimário no assoalho do corno temporal dos ventrículos laterais. Por sua vez, a porção posterior, a crura, também forma a margem posterior medial dos ventrículos laterais e é conectada pela comissura hipocampal.
O corpo do fórnix está situado em uma cúpula em forma de arco e conectado à superfície interna do corpo caloso através do septo pelúcido.